# Oleksiy Honcharuk
Oleksiy Valeriyovych Honcharuk (tiếng Ukraina: Олексі́й Вале́рійович Гончару́к, sinh ngày 7 tháng 7 năm 1984) là chính trị gia người Ukraina. Ông là cựu Thủ tướng Ukraina từ ngày 29 tháng 8 năm 2019.

Trước khi trở thành thủ tướng, Honcharuk là một luật sư và từ ngày 28 tháng 5 năm 2019, ông là Phó chánh Văn phòng Tổng thống Ukraina dưới thời Tổng thống Volodymyr Zelensky.

## Tiểu sử

### Thiếu thời và sự nghiệp
Honcharuk sinh năm 1984 tại Horodnia, tỉnh Chernihiv, Cộng hòa Xã hội chủ nghĩa Xô viết Ukraina, một thị trấn nhỏ gần tam điểm biên giới của Ukraina, Nga và Belarus. Cha của Honcharuk Valeriy là thành viên của Đảng Dân chủ Xã hội Ukraine (thống nhất). Trong cuộc bầu cử quốc hội Ukraine năm 2002, cha của Honcharuk đã cố gắng giành một ghế trong nghị viện cho đảng này, nhưng không giành chiến thắng. Năm sau, ông từ trần trong một tai nạn.
Từ năm 2005, Honcharuk làm luật sư và là trưởng phòng luật của nhiều công ty khác nhau. Vị trí luật sư cuối cùng của Honcharuk (trước khi gia nhập chính quyền của tổng thống Volodymyr Zelensky) là đối tác chính tại một công ty chuyên về phát triển bất động sản.
Trong cuộc bầu cử quốc hội Ukraine năm 2014, Honcharuk đã không thành công trong việc giành được một ghế trong nghị viện cho đảng Lực lượng Nhân dân. Sau cuộc bầu cử, ông trở thành cố vấn cho bộ trưởng sinh thái Ihor Shevchenko và Phó Thủ tướng thứ nhất Stepan Kubiv. Năm 2015, Bộ trưởng Phát triển Kinh tế và Thương mại Aivara Abromavičius, với sự hỗ trợ tài chính của Canada và Liên minh châu Âu, đã thành lập văn phòng BRDO liên quan đến việc đơn giản hóa hệ thống điều tiết nhà nước trong quan hệ giữa nhà nước và doanh nghiệp. Cuộc thi dành cho nhà lãnh đạo BRDO đã giành chiến thắng bởi Honcharuk. Vào tháng 4 năm 2016, Honcharuk đã gặp Phó Thủ tướng Phát triển Kinh tế, Stepan Kubiv, người đã mời nhà lãnh đạo BRDO trở thành cố vấn của mình trên cơ sở công cộng.
Vào cuối năm 2018, Honcharuk đã đồng sáng lập tổ chức phi chính phủ tự do "Nhân dân là quan trọng", được cho là phát triển thành một đảng chính trị. Đảng này chưa đủ sẵn sàng để tham gia vào cuộc bầu cử quốc hội Ukraine vào tháng 7 năm 2019.

### Thủ tướng Ukraina
Vào ngày 28 tháng 5 năm 2019, Honcharuk được bổ nhiệm làm Phó Chánh Văn phòng Tổng thống Ukraina Volodymyr Zelensky. Ở vị trí này, ông chịu trách nhiệm cho khối phát triển kinh tế và tiếp tục cải cách.
Theo Ukrayinska Pravda, vào mùa xuân năm 2019, người đồng sáng lập Monobank, Dmytro Dubilet đã giới thiệu Honcharuk với Andriy Bohdan "người đã đưa ông đến Bankova" ("Bankova" là biệt danh của chính quyền tổng thống Ukraine). Trợ lý đầu tiên của Tổng thống Zelensky Sergey Shefir xác nhận rằng Bohdan chịu trách nhiệm bổ nhiệm Honcharuk trong chính quyền của tổng thống. Nhưng nhân viên chiến dịch của DubXL và Zelensky đã phủ nhận điều này và tuyên bố họ đã gặp Honcharuk vào năm 2018 với tư cách là chủ tịch BRDO.
Vào ngày 27 tháng 8, các phương tiện truyền thông quốc tế đưa tin rằng Zelensky sẽ đề nghị Quốc hội bổ nhiệm Honcharuk vào vị trí Thủ tướng Ukraina. Vào ngày 29 tháng 8, ông chính thức được đề cử vào vị trí Thủ tướng và cùng ngày quốc hội đã dễ dàng phê chuẩn Honcharuk với 290 đại biểu bỏ phiếu ủng hộ bổ nhiệm.
Vào thời điểm được bổ nhiệm, Honcharuk là Thủ tướng trẻ nhất của Ukraine khi mới chỉ 35 tuổi. Người tiền nhiệm của ông, Volodymyr Groysman, cũng đã từng là người trẻ nhất được bổ nhiệm vào chức cụ này khi ở tuổi 38.
Vào ngày 17 tháng 1 năm 2020, Honcharuk đã gửi thư từ chức lên Tổng thống Ukraine sau khi các bản ghi âm xuất hiện trên internet, trong đó một người đàn ông có giọng nói giống như của Honcharuk chỉ trích kiến thức về kinh tế của Zelensky. Tuy nhiên, Zelensky đã từ chối chấp nhận đơn từ chức, nói rằng "Bây giờ không phải là lúc làm suy yếu nhà nước, về kinh tế hay chính trị".
Theo Hiến pháp Ukraine, Zelensky không thể bãi nhiệm Thủ tướng, vì chỉ có Quốc hội Ukraine mới có quyền bãi bỏ Thủ tướng và các bộ trưởng. Theo Chủ tịch Quốc hội Dmytro Razumkov, Honcharuk đã không yêu cầu Nghị viện bãi nhiệm ông.